# Mausoléu de Saladino
O Mausoléu de Saladino abriga a sepultura do sultão aiúbida Saladino. Ele está localizado no canto noroeste da Mesquita dos Omíadas, em Damasco, na Síria. Ele foi construído em 1196 d.C., três anos após a morte de Saladino e era parte da madraçal de al-Aziziyah, mas nada hoje resta da escola.

## História
O mausoléu foi originalmente construído pelo filho de Saladino, Al-Adil I. O corpo do sultão havia sido enterrado temporariamente na Cidadela de Damasco até que a construção do edifício pudesse ser finalizada. A madraçal foi construída posteriormente por outro filho de Saladino, Al-Aziz Uthman. Ele foi reformado em 1898 com o patrocínio do imperador alemão Guilherme II, que financiou a obra quando visitou Damasco e encontrou o túmulo em ruínas.

## Arquitetura
O mausoléu em si é pequeno. A câmara principal em forma quadrangular tem paredes em estilo ablaq com quatro arcos encimados por uma cúpula. Baseado em sua história, o interior mostra uma notável mistura da arquiteturas aiúbida, otomana e Hohenzollern. A câmara tem também dois cenotáfios, o original, uma tumba de madeira ricamente decorada com padrões geométricos e astrais, abriga o corpo de Saladino. O outro, um caixão de mármore, foi um presente do imperador Guilherme II. O mausoléu também tem uma segunda câmara que é utilizada para a recitação corânica e é acessível pelo lado leste, e mais cinco pequenas salas ao longo da parede norte.